# جوزف لورینگ
جوزف لورینگ (انگلیسی: Joseph Levering؛ ۲۰ ژوئیه ۱۸۷۴ – ۲۷ اوت ۱۹۴۳) بازیگر، نویسنده و کارگردان فیلم اهل ایالات متحده آمریکا بود.
از فیلم‌هایی که وی در آن‌ها نقش داشته‌است، می‌توان به بازگشت به مزرعه اشاره نمود.